# Ivana Miličević
Ivana Miličević (pronuncia [ǐʋana milǐːt͡ʃevit͡ɕ]; Sarajevo, 26 aprile 1974) è un'attrice ed ex modella bosniaca naturalizzata statunitense.

## Biografia
È nata a Sarajevo, Bosnia, allora Jugoslavia, figlia di Damir, imprenditore, e Tonka Miličević, casalinga e imprenditrice. Ha due fratelli più giovani, Tomislav, chitarrista del gruppo rock Thirty Seconds to Mars, e Fillip. Emigrò negli Stati Uniti, in Michigan, con la sua famiglia quando aveva cinque anni. Ha iniziato la sua carriera come modella mentre frequentava l'Athens High School a Troy.
Cominciò a lavorare subito dopo la laurea in molte serie televisive come Streghe, Seinfeld, Felicity, Nash Bridges, La tata, Buzzkill, Buffy l'ammazzavampiri, Prima o poi divorzio! e Friends. La sua carriera cinematografica ha incluso un ruolo in una delle serie della Home Box Office, The Mind of the Married Man.
Nel 2006 fu la protagonista in una seria della CBS, Love Monkey, e partecipò ai film Se solo fosse vero e Paycheck. Interpretò Valenka in Casino Royale, Roxana nel film Top model per caso , Stacey in Love Actually - L'amore davvero, Erika Helios in Frankenstein, Caroline in In Her Shoes - Se fossi lei, e Jean Raynor in The Plague nel 2006. L'anno dopo interpretò Lena in Ugly Betty, Mila Yugorsky in Running. Nel 2008 fu la protagonista in Witless Protection e partecipò nella serie Dr. House - Medical Division.
Dal 2013 al 2016 fu tra le protagoniste della serie televisiva Banshee - La città del male, interpretando il ruolo di Carrie Hopewell.

## Filmografia

### Cinema
- Jerry Maguire, regia di Cameron Crowe (1996)
- Nemico pubblico (Enemy of the State), regia di Tony Scott (1998)
- Il mistero della casa sulla collina (House on Haunted Hill), regia di William Malone (1999)
- Vanilla Sky, regia di Cameron Crowe (2001)
- Top model per caso (Head Over Heels), regia di Mark Waters (2001)
- Abbasso l'amore (Down with Love), regia di Peyton Reed (2003)
- Paycheck, regia di John Woo (2003)
- Love Actually - L'amore davvero (Love Actually), regia di Richard Curtis (2003)
- Romantica Jeana (Her Minor Thing), regia di Charles Matthau (2005)
- Slipstream, regia di David van Eyssen (2005)
- In Her Shoes - Se fossi lei (In Her Shoes), regia di Curtis Hanson (2005)
- Se solo fosse vero (Just Like Heaven), regia di Mark Waters (2005)
- Running, regia di Wayne Kramer (2006)
- Casino Royale, regia di Martin Campbell (2006)
- Battle in Seattle - Nessuno li può fermare (Battle in Seattle), regia di Stuart Townsend (2008)
- (S)Ex List (What's Your Number?), regia di Mark Mylod (2011)
- The Howling: Reborn - Il risveglio dei licantropi (The Howling: Reborn), regia di Joe Nimziki (2011)
- Sotto il cielo delle Hawaii (Aloha), regia di Cameron Crowe (2015)
- Catfight - Botte da amiche (Catfight), regia di Onur Tukel (2016)

### Televisione
- Seinfeld – serie TV, 1 episodio (1997)
- E vissero infelici per sempre (Unhappily Ever After) – serie TV, 1 episodio (1997)
- La tata (The Nanny) – serie TV, 1 episodio (1997)
- House Rules – serie TV, 1 episodio (1998)
- The Army Show – serie TV, 4 episodi (1998)
- Felicity – serie TV, 2 episodi (1998-1999)
- Nash Bridges – serie TV, 2 episodi (2000)
- Secret Agent Man – serie TV, 1 episodio (2000)
- Quello che gli uomini non dicono (The Mind of the Married Man) – serie TV, 5 episodi (2001)
- Buffy l'ammazzavampiri (Buffy the Vampire Slayer) – serie TV, 1 episodio (2002)
- Just Shoot Me! – serie TV, 1 episodio (2002)
- Prima o poi divorzio! (Yes, Dear) – serie TV, 1 episodio (2003)
- Friends – serie TV, episodio 9x17 (2003)
- Streghe (Charmed) – serie TV, 2 episodi (2003)
- CSI: Miami – serie TV, 1 episodio (2004)
- Las Vegas – serie TV, 1 episodio (2004)
- The Lab (Frankenstein), regia di Marcus Nispel – film TV (2004)
- One on One – serie TV, 4 episodi (2004-2005)
- Love Monkey – serie TV, 8 episodi (2006)
- The Unit – serie TV, 1 episodio (2006)
- Ugly Betty – serie TV, 2 episodi (2007)
- Fallen - Angeli caduti (Fallen) – serie TV, 4 episodi (2007)
- Dr. House - Medical Division (House, M.D.) – serie TV, episodio 4x15 (2008)
- Chuck – serie TV, 1 episodio (2008)
- Pushing Daisies – serie TV, 1 episodio (2008)
- Eleventh Hour – serie TV, 1 episodio (2008)
- 12 Miles of Bad Road – serie TV, 6 episodi (2008)
- American Dad! – serie TV, 3 episodi (2006-2008)
- Senza traccia (Without a Trace) – serie TV, 1 episodio (2009)
- Royal Pains – serie TV, 1 episodio (2009)
- Eastwick – serie TV, 2 episodi (2009)
- Hawaii Five-0 – serie TV, 1 episodio (2010)
- Charlie's Angels – serie TV, episodio 1x01 (2011)
- Banshee - La città del male (Banshee) – serie TV, 38 episodi (2013-2016)
- Power – serie TV, 4 episodi (2016)
- Gotham – serie TV, episodi 3x11-3x12-3x13 (2016-2017)
- The 100 – serie TV, 24 episodi (2018-2020)
- Strike Back – serie TV, 8 episodi (2020)

## Doppiatrici italiane
Nelle versioni in italiano delle opere in cui ha recitato, Ivana Miličević è stata doppiata da:
- Alessandra Korompay in Paycheck, Battle in Seatlle - Nessuno li può fermare, Hawaii Five-0, Banshee - La città del male, The 100
- Laura Romano in Buffy l'ammazzavampiri, Power
- Silvia Pepitoni in La Tata
- Laura Nicolò in Top model per caso
- Jessica Loddo in The Lab
- Georgia Lepore in Quello che gli uomini non dicono
- Laura Lenghi in Love Actually - L'amore davvero
- Francesca Fiorentini in Fallen - Angeli caduti
- Roberta Paladini in Dr. House - Medical Division
- Laura Boccanera in Psych
- Mattea Serpelloni in Catfight - Botte da amiche
- Claudia Razzi in Se solo fosse vero
- Eleonora De Angelis in Running
- Claudia Catani in Gotham